# V. Flak-Korps
Das V. Flak-Korps war ein Großkampfverband der Luftwaffe der Wehrmacht im Zweiten Weltkrieg.

## Geschichte
Das IV. Flakkorps entstand am 20. Oktober 1944 aus der umbenannten Dienststelle des Generals der Flakartillerie beim Luftwaffenkommando Südost. Es führte die Flak-Verbände im Bereich des Oberbefehlshabers Südost und der Heeresgruppe Süd. Es musste sich dem Kriegsverlauf entsprechend von Ungarn über die Slowakei nach Österreich zurückziehen. Dort erfolgte am 7. Mai 1945 in Admont, noch vor der bedingungslosen Kapitulation der Wehrmacht, die Gefangennahme durch die US-Amerikaner.

## Personen

### Kommandierender General
| Dienstgrad                 | Name                  | Datum                                  |
| -------------------------- | --------------------- | -------------------------------------- |
| General der Flakartillerie | Helmut Richter        | 20. Oktober 1944 bis 14. November 1944 |
| General der Flakartillerie | Otto Wilhelm von Renz | 15. November 1944 bis 7. Mai 1945      |

### Chef des Stabes
| Dienstgrad | Name          | Datum                             |
| ---------- | ------------- | --------------------------------- |
| Oberst     | Wilhelm Fuchs | Januar 1945                       |
| Oberst     | Franz Böhme   | 3. Februar 1945 bis 30. März 1945 |

## Unterstellung
| Unterstellung        | von              | bis            |
| -------------------- | ---------------- | -------------- |
| Luftflotte 4         | 20. Oktober 1944 | 17. April 1945 |
| Luftwaffenkommando 4 | 17. April 1945   | 7. Mai 1945    |

## Unterstellte Verbände
| November 1944 |                                                                          |
| --- | ------------------------------------------------------------------------ |
| November 1944 | 19. Flak-Division mit Flakregiment 58, Flakregiment 91, Flakregiment 201 |
| November 1944 | 20. Flak-Division mit Flakregiment 38, Flakregiment 40                   |
| November 1944 | 17. Flak-Brigade mit Flakregiment 104                                    |
| März 1945 |                                                                          |
| 24. Flak-Division mit Flakregiment 28, Flakregiment 98, Flakregiment 102, Flakscheinwerferregiment 6, Heimatflakabteilung 10/XVII, Heimatflakabteilung 12/XVII |                                                                          |
| 7. Flak-Brigade mit Flakregiment 102, Flakregiment 118, Flakregiment 128                                                                                       |                                                                          |